# Rio das Antas (Rio Grande do Sul)
O rio das Antas é um rio que banha o Estado do Rio Grande do Sul. Tem suas nascentes no município de São José dos Ausentes, no extremo leste do Planalto dos Campos Gerais. Nas proximidades do município de Bento Gonçalves e São Valentim do Sul, o rio das Antas recebe as águas do rio Carreiro e passa a se chamar rio Taquari. Das nascentes até receber o nome de Taquari, o rio das Antas percorre um percurso total de 390 quilômetros.

## Características
A bacia do rio das Antas pode ser dividida, segundo critérios geomorfológicas e hidrológicas, em dois trechos:
- das nascentes (28° 47′ 00,9″ S, 49° 58′ 54,9″ O) até a foz do rio Quebra-Dentes (28° 47′ 40″ S, 50° 57′ 47″ O) - 183 km de extensão e declividade média de 4,8 m/km
- da foz do rio Quebra-Dentes até a foz do Rio Carreiro (29° 05′ 26″ S, 51° 42′ 46″ O) - 164 km de extensão ou 207 km se considerado até a foz do rio Guaporé (29° 10′ 14″ S, 51° 53′ 11″ O) e declividade de 1,6 m/km
  - o trecho entre a foz do Rio Carreiro (29° 05′ 26″ S, 51° 42′ 46″ O) e a foz do rio Guaporé - 43 km de extensão. Este trecho é considerado por alguns autores como sendo parte do rio Taquari,[1] em função da maior vazão deste. Outros autores consideram o trecho como parte do Rio das Antas em função do regime turbulento e ausência de várzeas, ao passo que o Rio Taquari, abaixo da cidade de Muçum, é geralmente navegável com amplas várzeas.